# Schwerin
Schwerin er en delstatshovedby i det nordøstlige Tyskland med 98.308 indbyggere (31.12.2024)[kilde mangler], beliggende som kredsfri hovedstad for delstaten Mecklenburg-Vorpommern. Byen er først og fremmest kendt for det romantiske Schwerin Slot, som er beliggende på en ø i søen af samme navn. Slottet var residens for hertuger og storhertuger i Hertugdømmet Mecklenburg frem til 1918 og har været det officielle sæde for Statsparlamentet siden 1990. Schwerin har et stort set intakt historisk centrum, da den ikke blev nævneværdigt beskadiget under 2. verdenskrig.
Byen er beliggende i Hamborgs metropolregion, men også relativt tæt på Berlins metropolregion.
Schwerin er desuden omgivet af søer, hvoraf den største sø, Schweriner See, har et areal på ca. 60 km2.

## Historie
I den tidlige middelalder opstod en bosættelse i den centrale del af Schwerin-områdets søland, grundlagt og beboet af slaviske obotritter. Bosættelsen kan dateres tilbage til det 11. århundrede. Området blev kaldt Zuarin (polabisk: Zwierzyn), hvoraf navnet Schwerin stammer. Schwerin blev første gang nævnt som Wendenburg i 1018.
I 1160 fik byen tildelt stadsret af Henrik Løve og er derved den ældste by i Mecklenburg-Vorpommern. Samme år overvandt Henrik Løve obotritterne og erobrede Schwerin. Byen blev senere udviklet til et magtfuldt regionalt centrum. Et slot blev bygget på stedet, og blev senere udvidet til residens for hertugerne..